# Chromocryptus tomsici
Chromocryptus tomsici là một loài tò vò trong họ Ichneumonidae.